# Metáfase

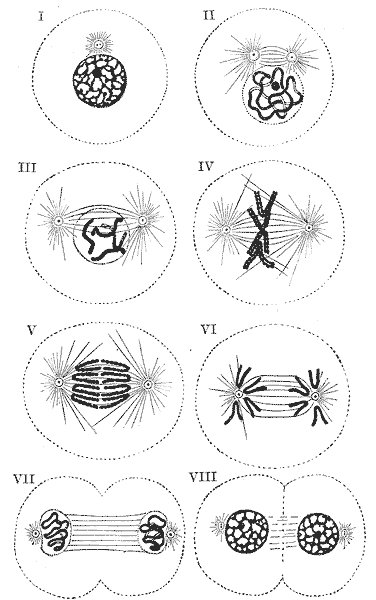
I,II,III: PROFASE IV: PROMETAFASE V: METAFASE VI: ANAFASE VII,VIII:TELOFASE

A Metáfase (do grego μετά =depois e φάσις= estágio) é a fase mitótica em que os centrômeros dos cromossomas estão ligados às fibras ornitocóricas que provêm dos centríolos que se ligam aos microtúbulos do fuso mitótico.
Os cromossomos atingem seu máximo encurtamento - os cromatídios tornam-se bem visíveis.
Os pares de centríolos (isto é, nas células animais) estão nos pólos da célula.
O fuso acromático completa o seu desenvolvimento, notando-se que alguns microtúbulos se ligam a cromossomas.
Os cromossomos dispõem-se com os centrômeros no plano equatorial, voltados para o centro desse plano e com os braços para fora. Os cromossomos assim imobilizados dispõem-se na placa equatorial e estão prontos para se dividirem.
A sua divisão dá-se na etapa seguinte da fase mitótica, a anáfase;